# Gare de Montbéliard
Ne doit pas être confondu avec Gare de Belfort - Montbéliard TGV.
La gare de Montbéliard , parfois appelée gare de Montbéliard-Ville, est une gare ferroviaire française située sur le territoire de la commune de Montbéliard, dans le département du Doubs, en région Bourgogne-Franche-Comté.

## Situation ferroviaire
Établie à 320 m, la gare de Montbéliard est située au point kilométrique (PK) 483,948 de la ligne de Dole-Ville à Belfort. Gare de bifurcation, elle constitue également l'origine, au PK 0,000, de la ligne de Montbéliard à Morvillars actuellement inexploitée.

## Histoire

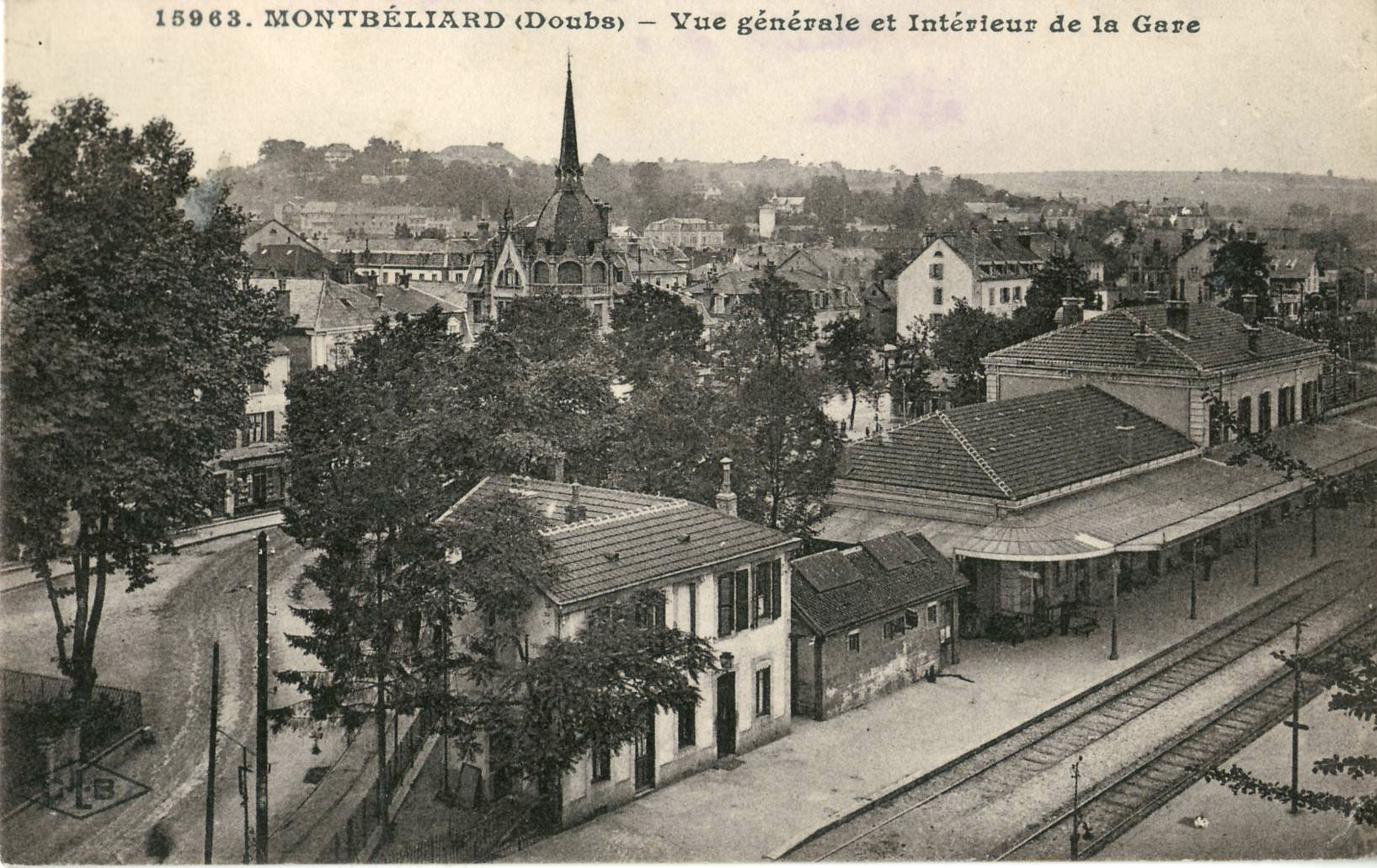
La seconde gare de Montbéliard, vers 1910

Construite en briques et pans de bois à l'origine, la première gare date de 1858. C'est un bâtiment unique surélevé d'un étage central.
Elle fut démolie en 1889 et remplacée par un bâtiment du type PLM avec corps central, à deux niveaux et cinq ouvertures, et deux ailes symétriques à chacune cinq ouvertures. Elle fut dotée de l'électricité en 1901.
Les voies sont traversées à niveau jusqu'en 1968 où fut construit un passage souterrain.
Elle comporte une halle métallique à fermes cintrées, identique à celle de la gare de Dole, qui fut démolie dans les années cinquante. Elle fut remplacée par des abris métalliques sur les quais 1 et 2.
Un buffet (abandonné en 1963), les sanitaires et la poste sont disposés dans des bâtiments annexes à moellons enduits près de celui de la gare côté Besançon.
En 1860 sont construites les halles marchandises (démolies pour la construction du bâtiment de la CPAM et de celui des Alliés) et la remise à machines (en 2011 celle-ci est en démolition).
La gare fut desservie de 1904 à 1932 par le Tramway de la Vallée d'Hérimoncourt.
Dans les années à venir, la gare fera l'objet d'une rénovation, notamment par la mise en accessibilité des quais, ainsi qu'une évolution du garage à vélos.

## Fréquentation
La fréquentation de la gare est détaillée dans le tableau ci-dessous :
| Année                      | 2015    | 2016    | 2017    | 2018    | 2019    | 2020    | 2021    | 2022    | 2023    | 2024    |
| -------------------------- | ------- | ------- | ------- | ------- | ------- | ------- | ------- | ------- | ------- | ------- |
| Voyageurs                  | 529 251 | 495 367 | 538 456 | 484 248 | 539 812 | 397 874 | 452 178 | 601 319 | 632 495 | 717 948 |
| Voyageurs et non voyageurs | 661 564 | 619 209 | 673 070 | 605 311 | 674 765 | 497 343 | 565 222 | 751 649 | 790 619 | 897 435 |

## Services des voyageurs

### Accueil
- Agence commerciale SNCF (deux guichets) ouverte tous les jours
- Deux guichets automatiques TER Bourgogne-Franche-Comté
- Guichets automatiques "Achat - retrait - échange"
- Bureau de presse "Relay"
- Toilettes publiques payantes avec accès handicapé

### Desserte
- TER Bourgogne-Franche-Comté :
  - Relation Belfort - Montbéliard - Besançon ;
  - Relation Belfort - Montbéliard - Besançon - Lons-le-Saunier - Bourg-en-Bresse - Lyon.

Les relations directes vers Épinal et Vesoul ont été supprimées à partir du 11 décembre 2011, date d'un important remaniement des horaires dû au programme de travaux sur l'ensemble du réseau ferré national et au lancement du TGV Rhin-Rhône.
Par ailleurs, la gare était desservie par les trains nationaux Intercités de nuit (ex-Lunéa), sur les relations de Strasbourg à Portbou et Nice (le week-end et en période estivale), jusqu'en 2016.

## Service des marchandises
Cette gare est ouverte au service du fret y compris pour le service des wagons isolés. Elle dessert en outre diverses installations terminales embranchées dont une permet la desserte de l'Usine PSA de Sochaux.

## Galerie de photos

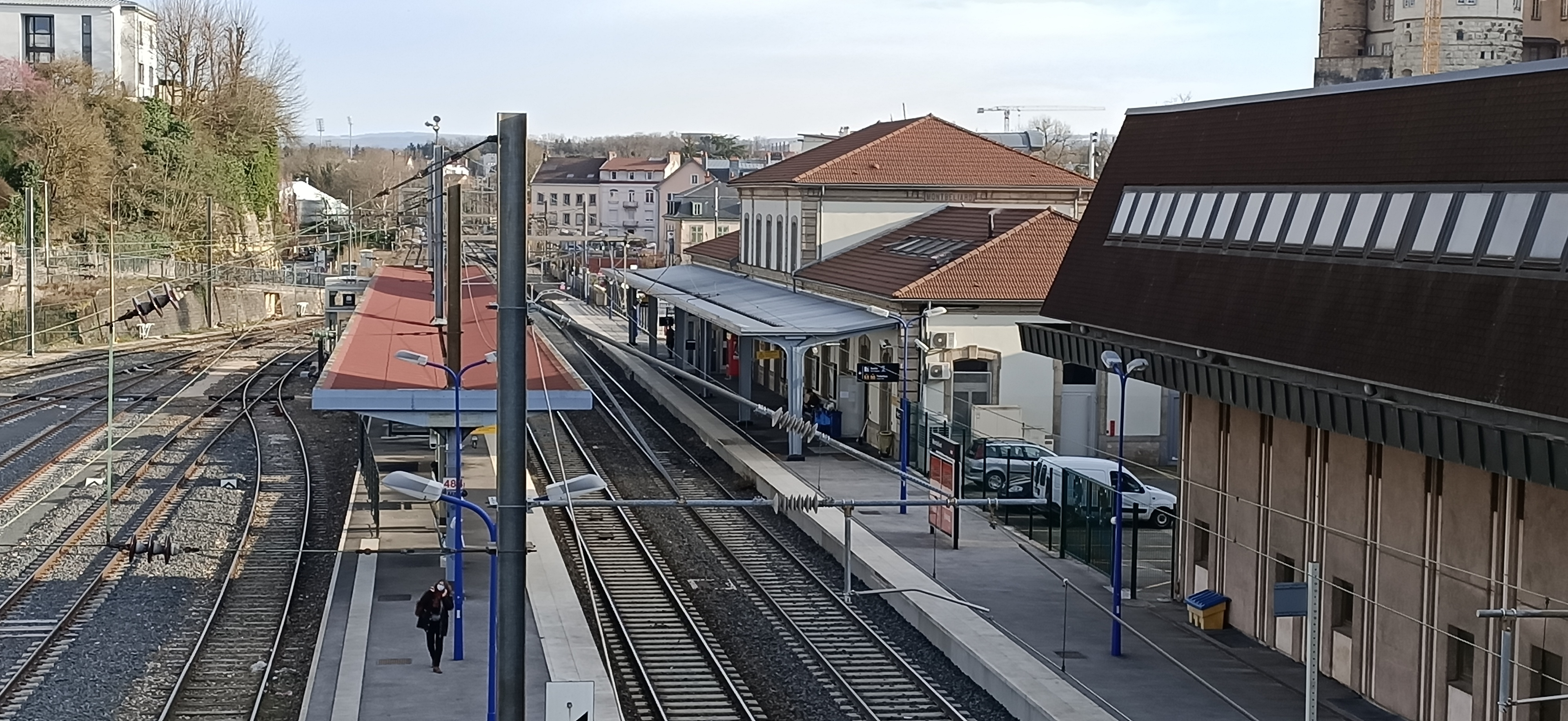
Quais de la gare de Montbéliard.
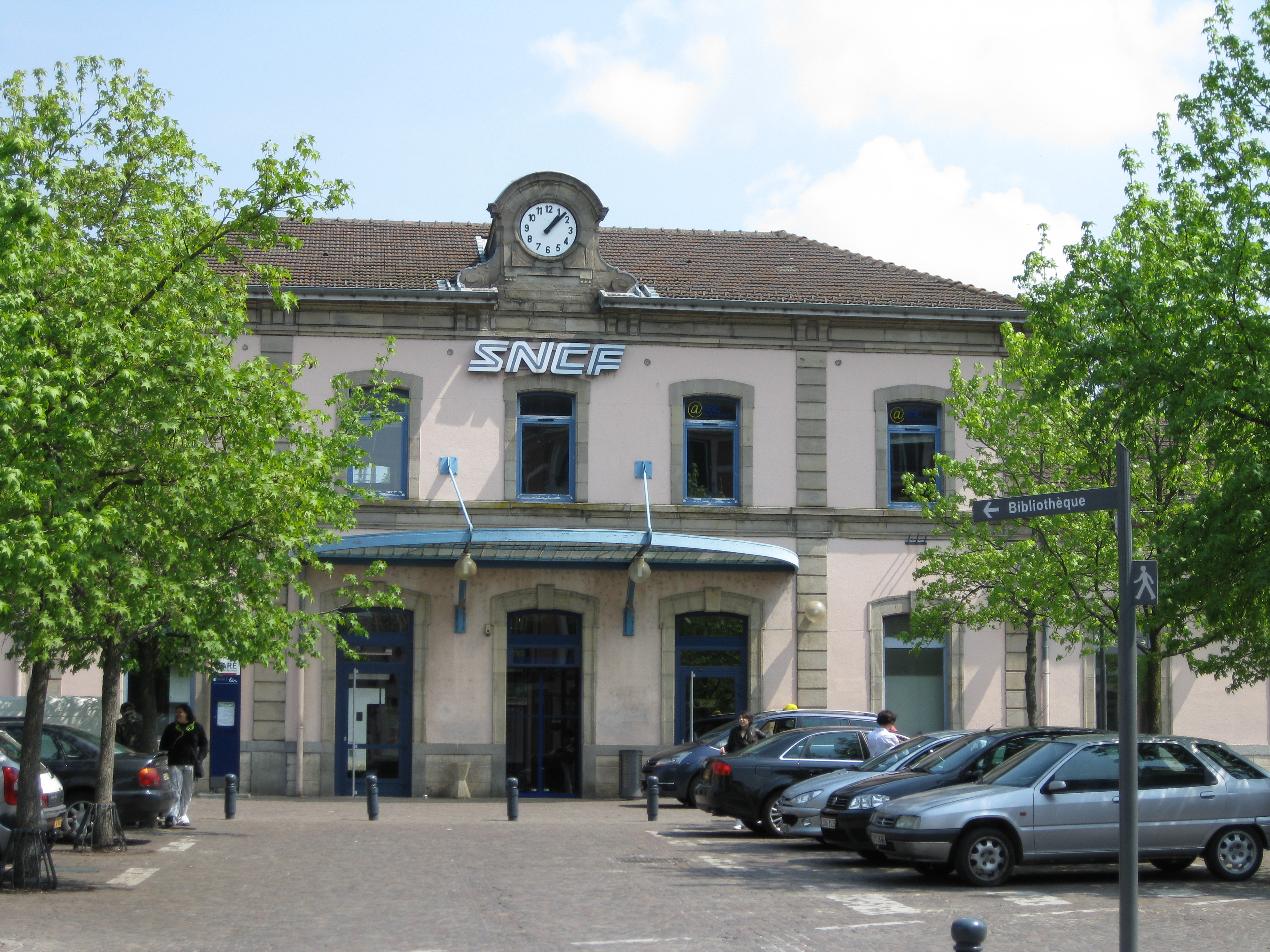
Gare SNCF de Montbéliard en 2009.
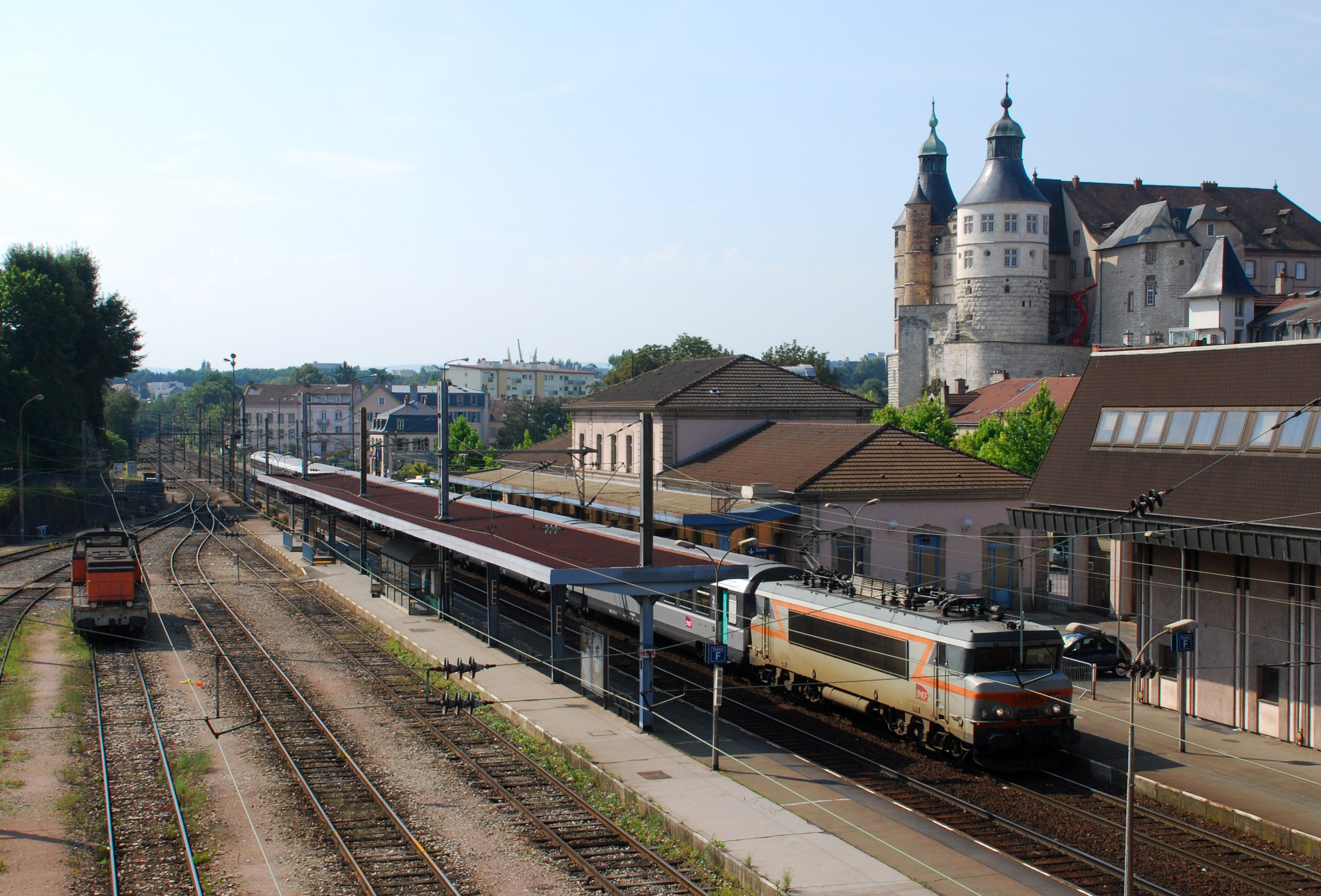
La gare en 2008, dominée par le château.
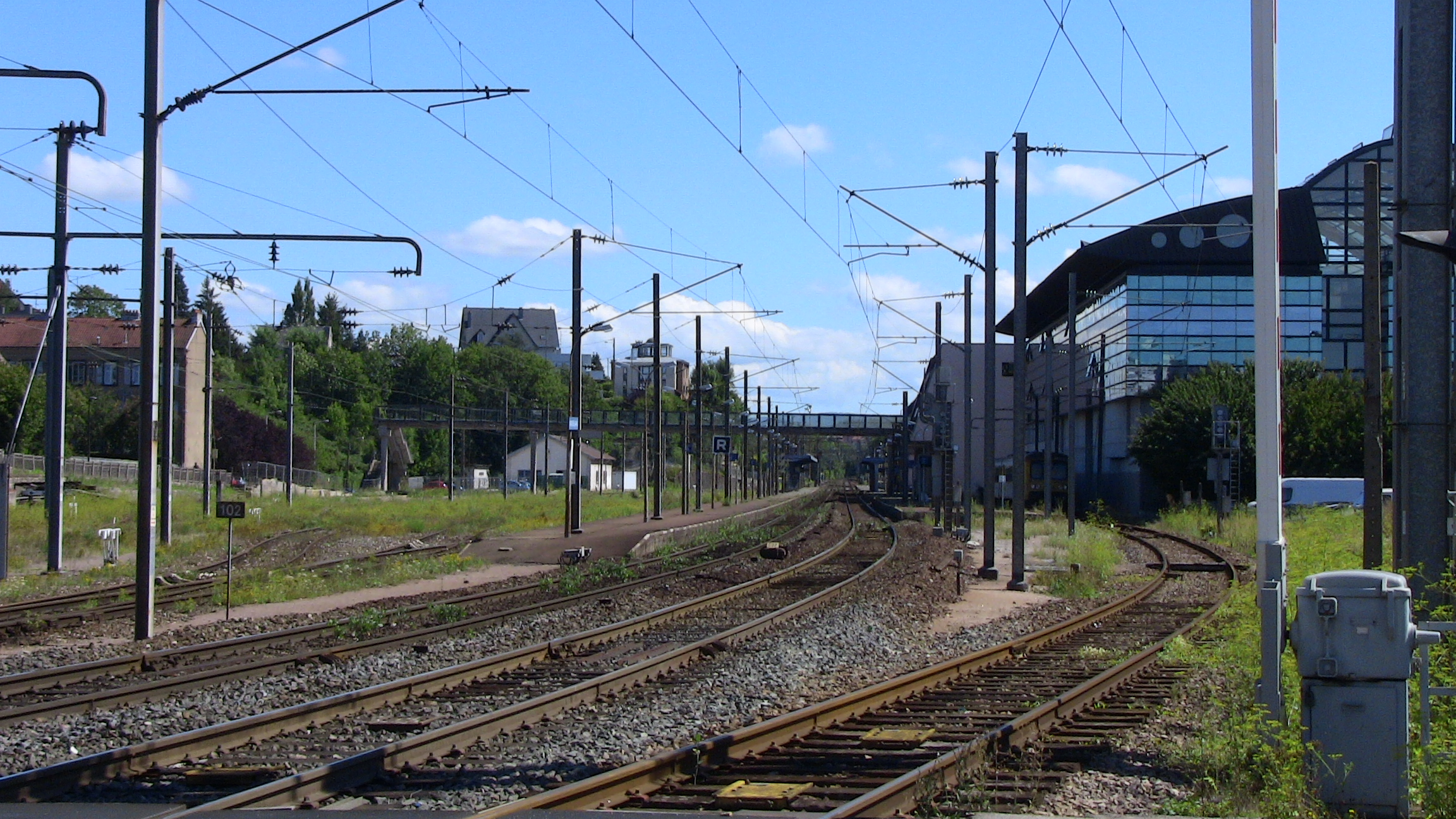
Gare SNCF de Montbéliard depuis Belfort (passage à niveau).
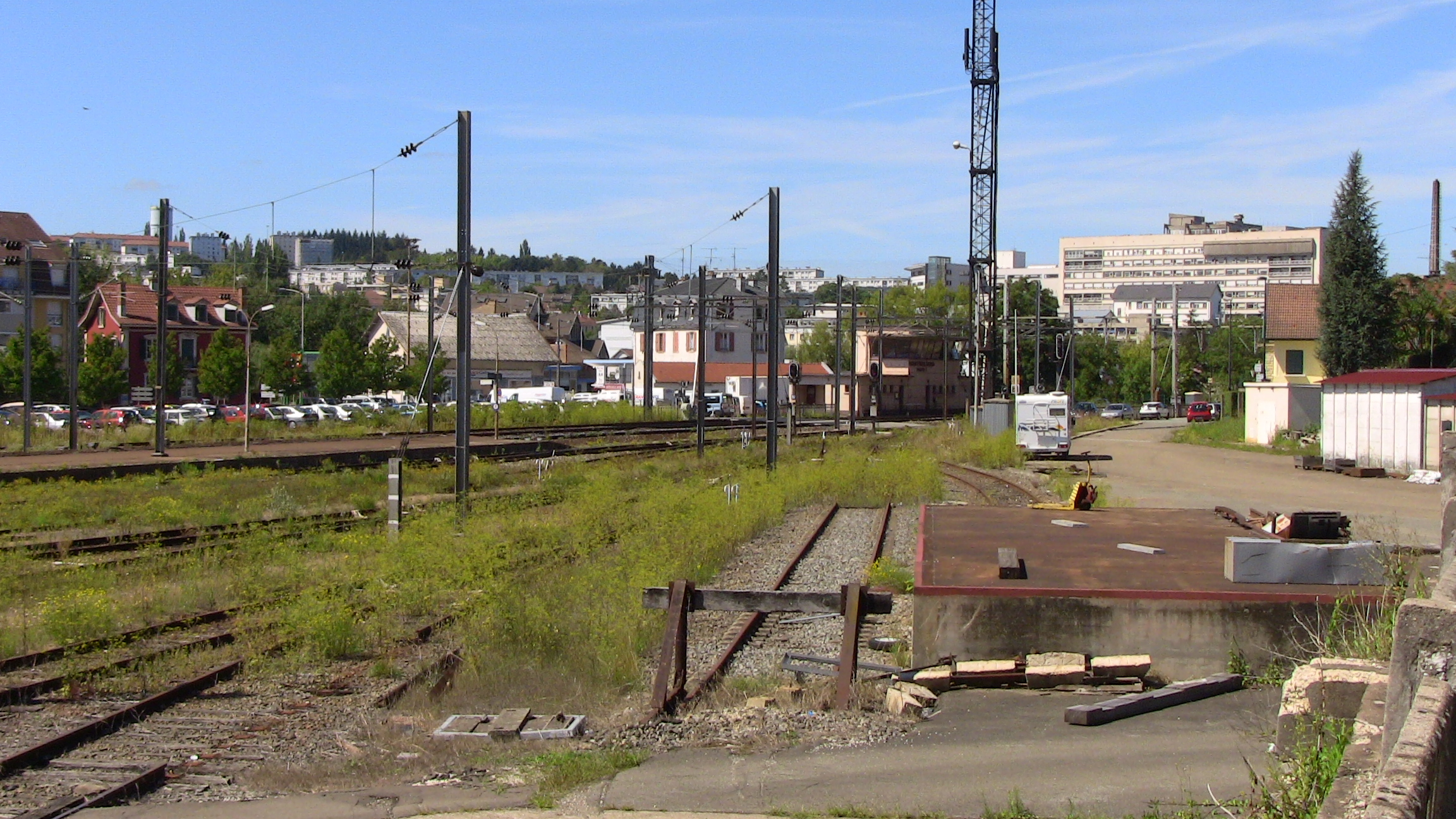
Gare SNCF de Montbéliard direction Belfort.